# François Palamède de Suffren

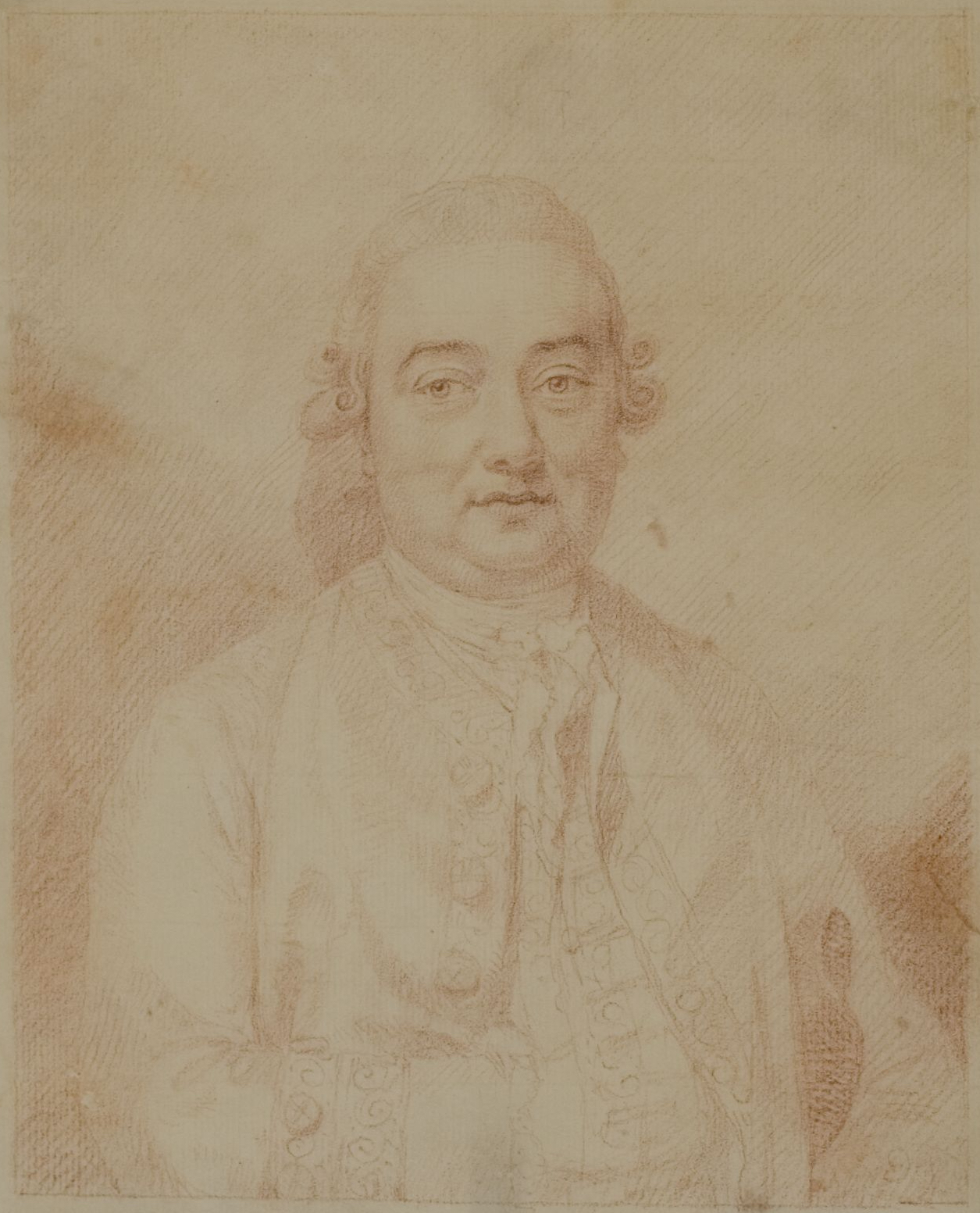

François Palamède de Suffren (Salon-de-Provence, 27 aprile 1753 – Salon-de-Provence, 27 agosto 1824) è stato un botanico francese.

## Biografia

### Dalla nascita al soggiorno in Friuli
Nato a Salon-de-Provence il 27 aprile 1753 da una nobile famiglia il cui esponente più noto è l'ammiraglio Pierre André de Suffren de Saint Tropez. Nel 1779 partecipa alla battaglia di Grenada come enseigne de vaisseau imbarcato sulla Fantasque. Nel suo Principes de botanique... si definisce esperto viaggiatore avendo visitato più volte l'America e l'Africa oltre alla Spagna e l'Italia. Inizia lo studio della botanica nel 1785 dedicandosi alla flora della Savoia, del Piemonte e del Nizzardo. Nel 1792 è a Limone Piemonte dove disegna una tavola della Lactuca quercina L.. Nel 1794 essendo un émigré i suoi beni a Salon vengono venduti

### Il soggiorno in Friuli
Nel 1796 è a San Daniele del Friuli ospite del Conte Nicolò di Concina. Inizia ad erborizzare il territorio di San Daniele, Suzans e Ragogna, esplora inoltre i monti di Clauzetto e le rive del Tagliamento.
L'anno successivo si trasferisce a Tarvisio presso la famiglia Liniusso. Visita i dintorni di Paluzza, Moggio, Ampezzo, Verzegnis, arriva alle sorgenti del Tagliamento e ai monti che separano la Carnia dal Cadore.
La primavera successiva lascia Tolmezzo e con il Conte di Attimis raggiunge Caorle e Portogruaro. A metà giugno parte da Cordovado per raggiungere Monfalcone dove fa la conoscenza degli abati Giuseppe Berini e Leonardo Brumati, con i quali erborizza a Duino, lungo la costa di Monfalcone e ad Aquileia. Alla fine di luglio parte alla volta di Klagenfurt per incontrare il Wulfen col quale era da tempo in rapporto epistolare. Durante questo viaggio esplora le zone di Pontebba, Resiutta e Tolmezzo.
Nell'autunno del 1800, di nuovo col conte di Attimis esplora le foci del Tagliamento.
Il risultato di questi quattro anni di lavoro è un erbario che lascia ai Liniusso ed un manoscritto contenente un catalogo di circa 1250 piante numero certo considerevole per una flora di quel genere e quel tempo, che affida a Nicolò Concina prima di lasciare il Friuli. Nel 1802 Concina fa pubblicare il manoscritto. L'erbario, invece, è andato perduto.

### Il ritorno in Francia
L'amnistia decretata il 26 aprile 1802 da Napoleone per tutti gli émigrés è la causa più probabile del rientro di de Suffren in Francia. Eredita la casa di famiglia (il padre Laurent era morto l'11 maggio 1799).
Il 31 gennaio 1803 divenne socio dell'Accademia delle scienze di Torino.
Si dedica ad un'opera sui fichi. Nel 1808 fa un giro sulla costa fino a Nizza per verificare 40 specie e varietà di fichi che ha già disegnato e cercare di aggiungerne altri.
In una relazione citata da Hennequin von Zach racconta di aver conosciuto Palamède de Suffren a Salon dove gli ha mostrato gli splendidi disegni a colori di oltre 150 specie o varietà di fichi che crescono in Provenza. Non contento di questa poderosa opera vuole studiare anche le varietà che crescono sulla costa italiana per la quale è in procinto di partire. Von Zach lascia la Francia nel 1811 e non sa se de Suffren sia riuscito a completare l'opera.
Nel 1813 ottiene dal Ministro degli Interni, grazie all'Accademia di Marsiglia, la somma di 200 franchi per un viaggio nei dintorni di Genova. Il frutto di questo viaggio è la scoperta di altre 52 specie di fichi.
Cerca di ottenere un secondo finanziamento per un viaggio nei Pirenei ed in Catalogna. Ma non riuscirà mai a compierlo.
Anche de' Brignoli parla dell'opera di de Suffren sui fichi e lo definisce prezioso amico e primo maestro in botanica.
Muore a Salon-de-Provence il 27 agosto 1824.

## Opere
- Principes de botanique extraits des ouvrages de Linné et suivis d'un catalogue des plantés du Frioul et de la Carnia avec le nom des lieux ou on les trouve, Venise, Rosa, 1802
- Sur le mouvement des cils de l'hypnum adiantoides in Mémories des l'Académie Impériale de Sciences, Littérature et Beuax-Arts de Turin, Anno XII e XIII, Torino, 1805, parte seconda, pagine 95-122.